# Bollhuset, Lund

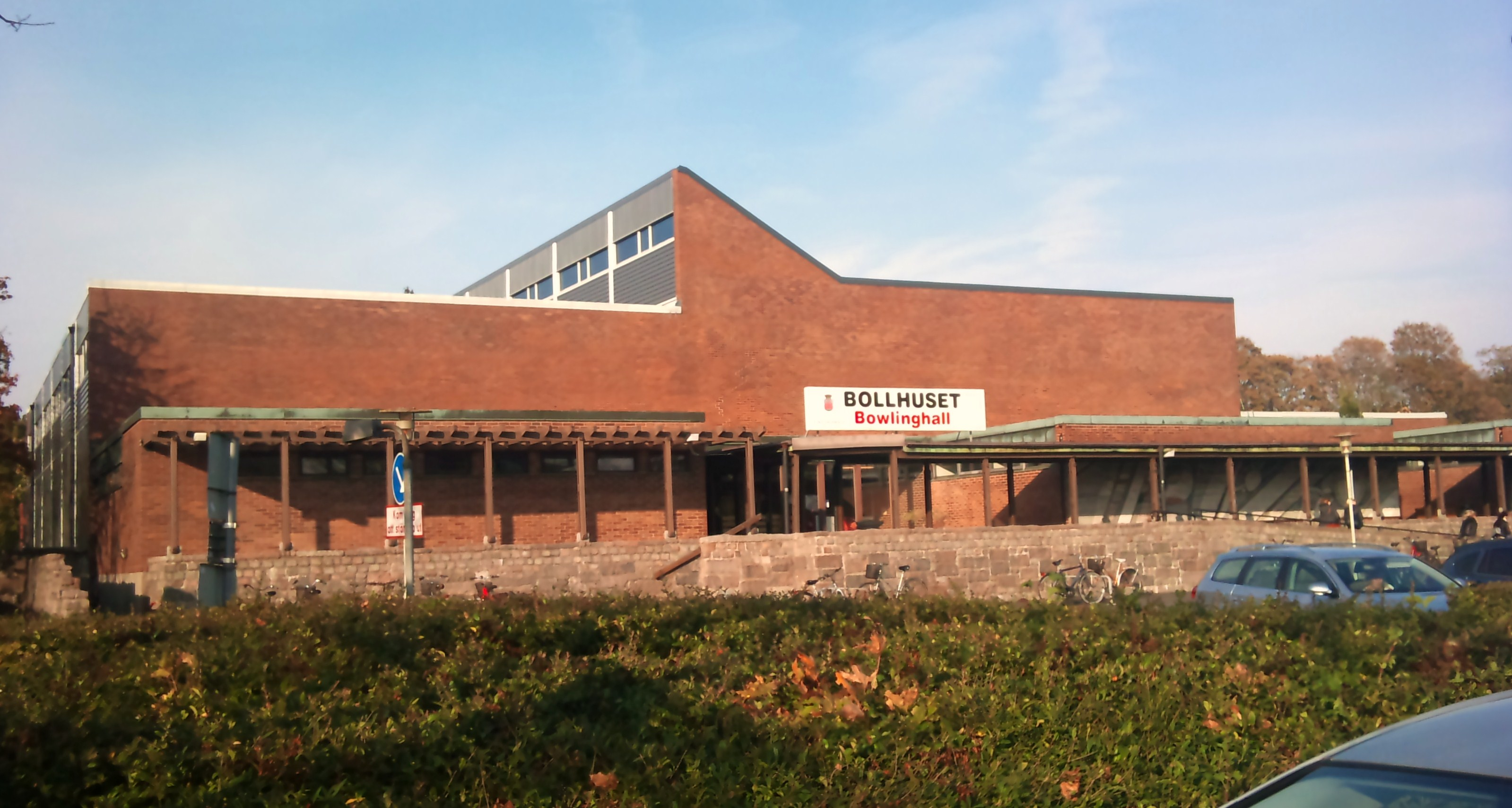
Bollhuset

Bollhuset är en idrottshall i Lund som ägs av Lunds kommun. Den byggdes på 1960-talet med hallar för olika bollspel som handboll, basket, volleyboll, innebandy med flera. Dessutom finns en judohall, en styrketräningshall och en bowlinghall. 
I skyttelokalen med tio skjutplatser håller Lunds Pistolklubb till under vinterhalvåret då det utövas pistolskytte med krutvapen upp till kaliber .45, och i denna lokal utövas även gevärs- och bågskytte. Lunds Pistolklubb har anor från slutet av 1800-talet. På dagarna fyller Polhemskolans idrottsutövande elever lokalerna och på kvällarna intar ett tjugofemtal föreningar arenorna.